# Osowa
Osowa (in tedesco: Espenkrug) è una frazione di Danzica, situata nella parte nord-occidentale della città.